# Шаумян (Араратская область)
Шаумян (арм. Շահումյան) — село в Араратской области Армении. Основано в 1831 году.

## География
Село расположено в юго-западной части марза, при автодороге , на расстоянии 2 километров к юго-востоку от города Арташат, административного центра области. Абсолютная высота — 830 метров над уровнем моря.
Климат
Климат характеризуется как семиаридный (BSk в классификации климатов Кёппена). Среднегодовая температура воздуха составляет 12,7 °C. Средняя температура самого холодного месяца (января) составляет −2,6 °С, самого жаркого месяца (июля) — 26,5 °С. Расчётная многолетняя норма атмосферных осадков — 268 мм. Наибольшее количество осадков выпадает в мае (46 мм).

## Население
| Год переписи | Население          | Население          | Население          | Население            | Население            | Население            |
| Год переписи | Наличное население | Наличное население | Наличное население | Постоянное население | Постоянное население | Постоянное население |
| Год переписи | Всего              | Мужчины            | Женщины            | Всего                | Мужчины              | Женщины              |
| ------------ | ------------------ | ------------------ | ------------------ | -------------------- | -------------------- | -------------------- |
| 2001         | 3933               | 1834               | 2099               | 4162                 | 2005                 | 2157                 |
| 2011         | 3613               | 1717               | 1896               | 3752                 | 1826                 | 1926                 |

| Год  | Численность | Численность |
| ---- | ----------- | ----------- |
| 1831 | 253         | [ 9 ]       |
| 1873 | 1401        | [ 10 ]      |
| 1897 | 1979        | [ 9 ]       |
| 1926 | 1804        | [ 9 ]       |
| 1939 | 2147        | [ 9 ]       |
| 1959 | 2886        | [ 9 ]       |
| 1970 | 3323        | [ 9 ]       |
| 1979 | 3539        | [ 9 ]       |
| 1989 | 4131        | [ 9 ]       |
| 2001 | 4162        | [ 9 ]       |
| 2011 | 3752        | [ 11 ]      |